# Òxid d'antimoni(III)
L'òxid d'antimoni(III), o triòxid de diantimoni, és un compost binari constituït per oxigen i antimoni, és un òxid la qual fórmula química és {\displaystyle {\ce {Sb2O3}}}. Té àmplies aplicacions com a retardant de flama, catalitzador, pigment i desgasador del vidre. És la forma predominant d'antimoni alliberat al medi ambient de les activitats humanes. La relativament baixa toxicitat d'aquest compost es deu a la seva solubilitat extremadament baixa en aigua. Tanmateix es considera possiblement carcinogen per als humans.

## Estat natural i obtenció

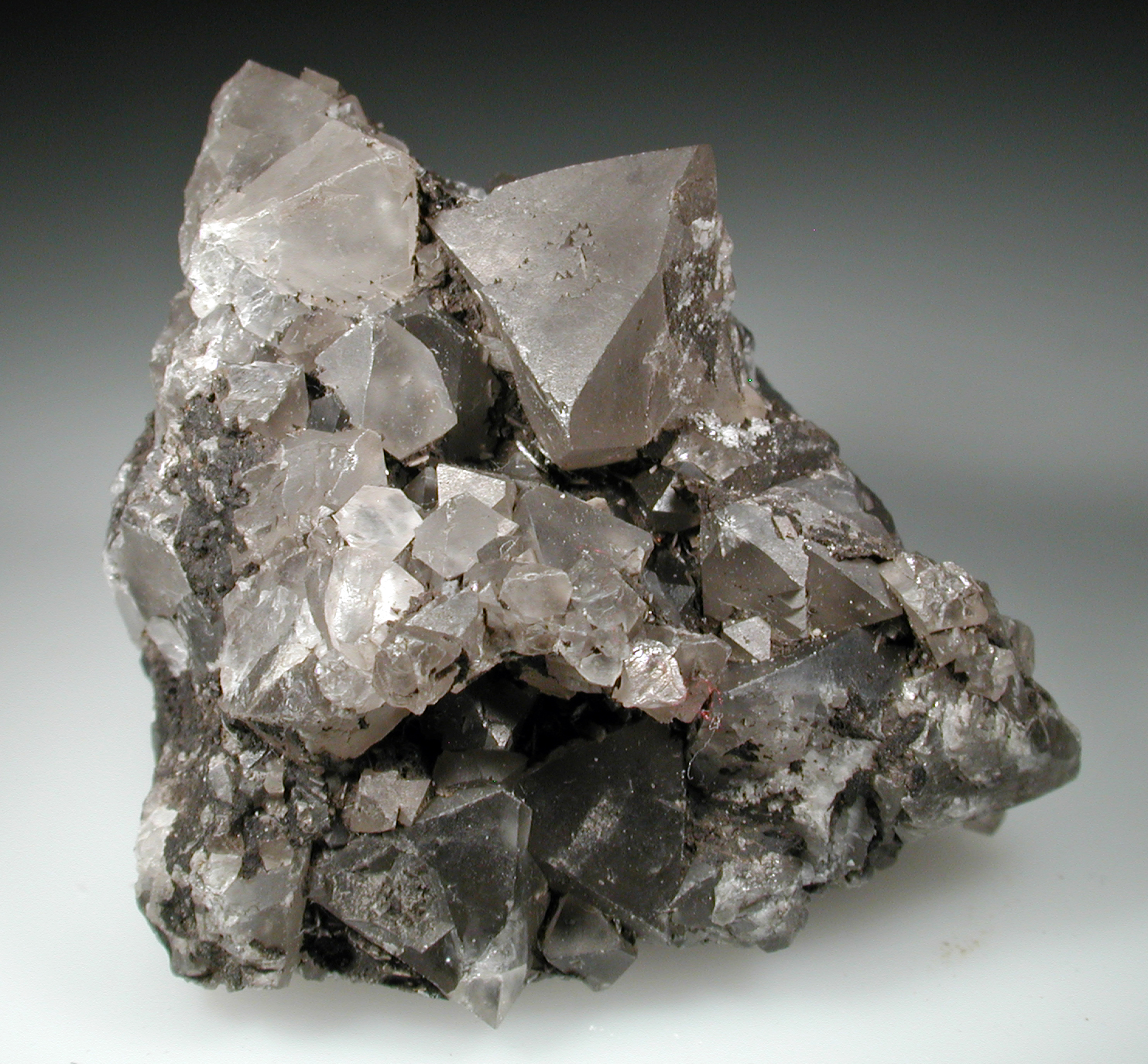
Senarmontita

A la natura hom pot trobar òxid d'antimoni(III) al mineral senarmontita i al mineral valentinita, que presenten estructures cristal·lines diferents, ortoròmbica el primer i cúbica el segon. Aquests minerals es formen per oxidació del mineral estibina, constituït per sulfur d'antimoni(III) {\displaystyle {\ce {Sb2S3}}} i d'altres minerals d'antimoni.
La producció mundial el 2005 d'òxid d'antimoni(III) fou de 120 000 tones, amb la Xina com a principal productor (47 %) seguida de Mèxic (22 %), Europa (17 %), el Japó (10 %) i Sud-àfrica (2 %) i altres països (2 %). Els processos d'obtenció industrial són dos:

### Volatilització de l'òxid d'antimoni(III) cru
En aquest procés es parteix del sulfur d'antimoni(III) que es fa reaccionar amb oxigen en forns a 850 °C–1000 °C:
{\displaystyle {\ce {2 Sb2S3 + 9 O2 -> 2 Sb2O3 + 6 SO2}}}Després aquest òxid d'antimoni(III) obtingut es vaporitza per a condensar-se a continuació.

### Oxidació de l'antimoni
Dins forns es produeix l'oxidació de l'antimoni per reacció directa d'oxigen gas sobre l'antimoni metàl·lic:
{\displaystyle {\ce {4 Sb + 3 O2 -> 2 Sb2O3}}}

## Propietats
L'òxid d'antimoni(III) a temperatura ambient és un sòlid cristal·lí, de cristalls blancs, inodor, de densitat 5,9 g/cm³, punt de fusió 656 °C i punt d'ebullició 1 550 °C. Sublima parcialment abans d'arribar al punt d'ebullició. És insoluble dins d'aigua, i en dissolvents orgànics.

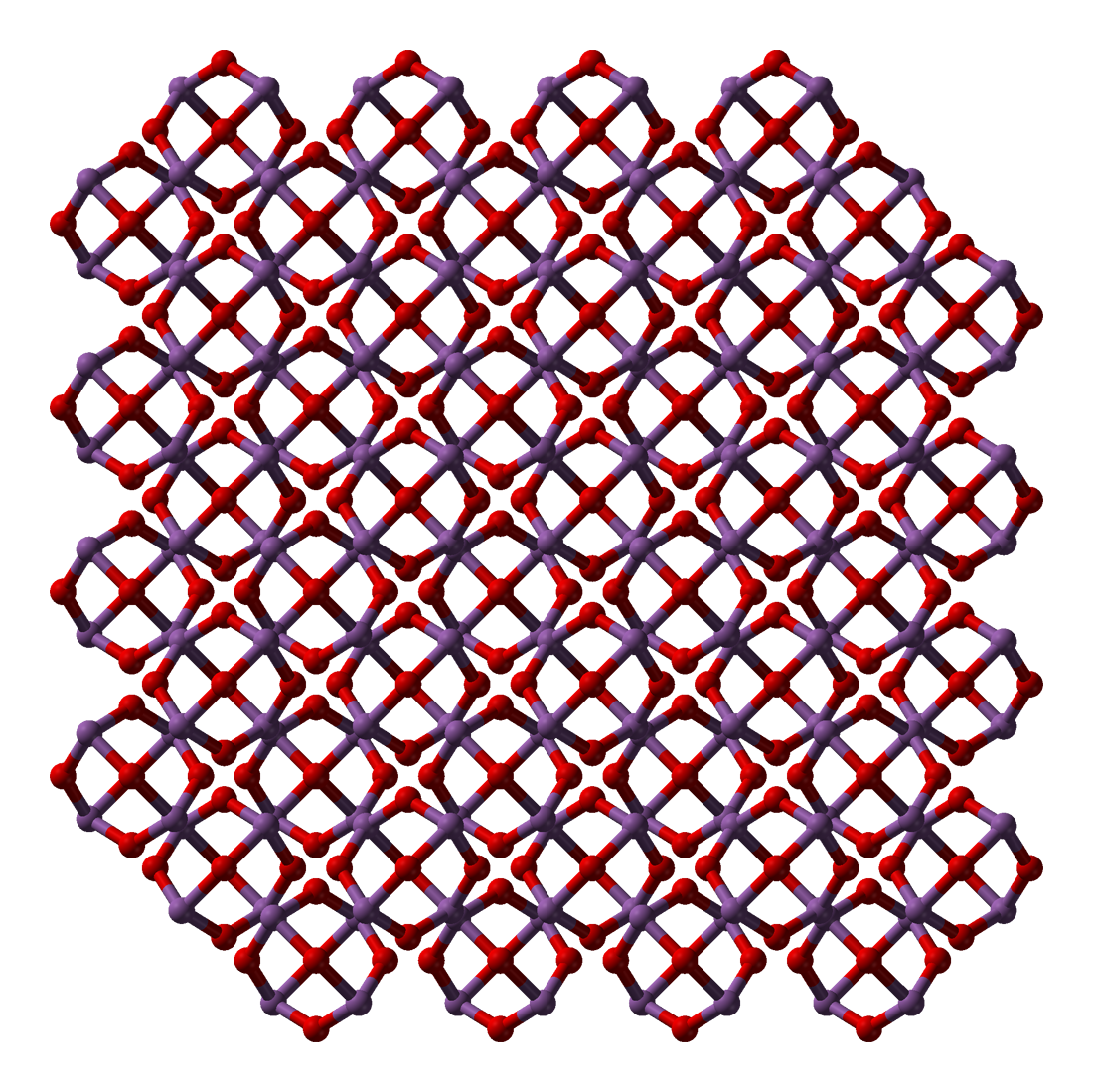
Estructura de l' \alpha-Sb2O3

La forma cúbica {\displaystyle {\ce {\alpha-Sb2O3}}} és la fase estable en condicions ambientals de l'òxid d'antimoni(III), mentre que la cúbica {\displaystyle {\ce {\beta-Sb2O3}}} s'obté a pressió elevada i temperatura superior a 570 °C. L'estructura ortoròmbica conté unitats {\displaystyle {\ce {Sb4O6}}}, amb els àtoms units mitjançant enllaç covalent {\displaystyle {\ce {Sb-O}}}. El bloc bàsic d'aquestes unitats és l'estructura piramidal {\displaystyle {\ce {SbO3}}}, en què l'antimoni ocupa el centre d'un tetraedre allargat, amb els àtoms d'oxigen situats en tres dels vèrtexs i els electrons del parell solitari de l'antimoni que ocupen el quart. L'estructura {\displaystyle {\ce {Sb4O6}}} consta de quatre d'aquestes piràmides, amb tots els oxígens enllaçats a dos antimonis, formant una estructura semblant a una gàbia tancada. Els angles {\displaystyle {\ce {O-Sb-O}}} són de 95,7°.

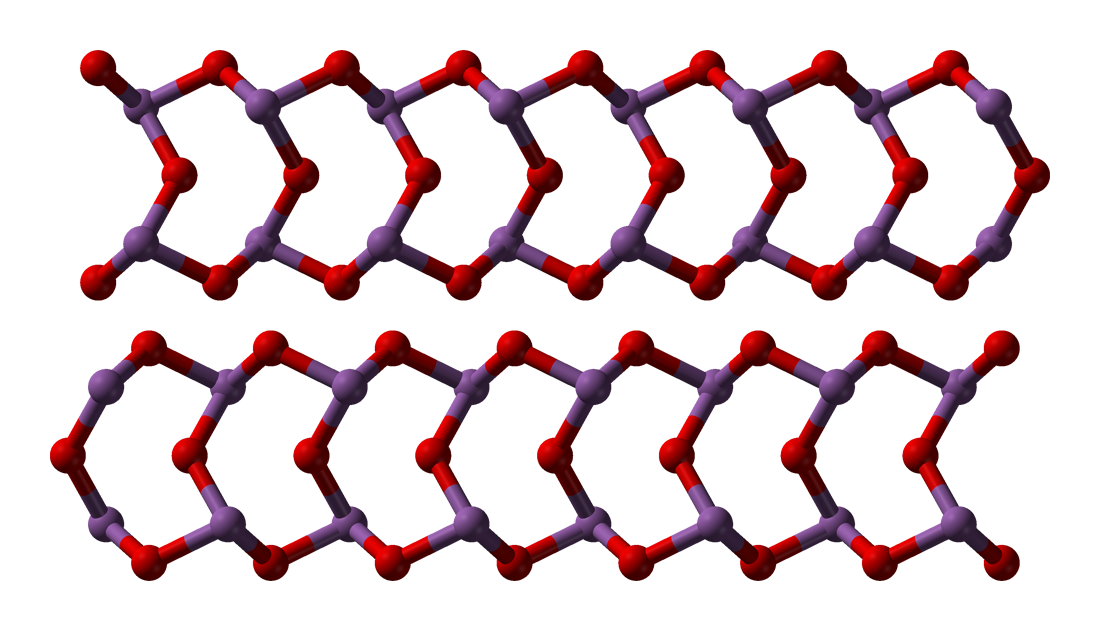
Estructura de la \beta-Sb2O3

L'altra forma, la ortoròmbica {\displaystyle {\ce {\beta-Sb2O3}}} també està composta de piràmides {\displaystyle {\ce {SbO3}}}, però en lloc de formar una estructura engabiada, formen una doble cadena més connectada, que es transforma en una estructura de doble filferro a pressió. Una diferència notable amb la forma ortoròmbica és la diferència dels angles d'enllaç. Els angles {\displaystyle {\ce {O-Sb-O}}} són de 81°, 93° i 99°, i els angles dels enllaços {\displaystyle {\ce {Sb-O-Sb}}} 110° i 132°.

## Aplicacions

### Retardant de flama
L'ús més important de l'òxid d'antimoni(III), pel que fa a la quantitat emprada, és com a retardant de flama de plàstics, gomes i teixits. L'òxid d'antimoni(III) en si no té cap funció ignífuga, però, quan s'utilitza juntament amb compostos orgànics halogenats, l'efecte sinèrgic de la barreja crea les propietats ignífugues.
{\displaystyle {\ce {SbX3 + H^{.}-> SbX2 + HX}}}{\displaystyle {\ce {SbX2 + H^{.}-> SbX + HX}}}{\displaystyle {\ce {SbX + H^{.}-> Sb + HX}}}{\displaystyle {\ce {Sb + O^{.}-> SbO^{.}}}}{\displaystyle {\ce {SbO^{.}{+}H^{.}-> SbOH}}}{\displaystyle {\ce {SbOH + H^{.}-> SbO^{.}{+}H2}}}
Quan l'oxigen reacciona amb un polímer origina diòxid de carboni, monòxid de carboni i diversos radicals lliures en fase gasosa ({\displaystyle {\ce {H^{.}}}}, {\displaystyle {\ce {O^{.}}}}, {\displaystyle {\ce {OH^{.}}}}) que són els causants de què es mantingui la combustió. Si s'addiciona un compost orgànic clorat o bromat, aquests halògens capturen els radicals lliures, reaccionat amb ells i formant {\displaystyle {\ce {H2O}}}, {\displaystyle {\ce {HX}}} i {\displaystyle {\ce {H2}}}. Per reaccionar, els halògens han d'arribar a la flama en fase de gas. L'addició d'òxid d'antimoni(III) permet la formació d'espècies d'antimoni volàtils ({\displaystyle {\ce {SbX3}}}, {\displaystyle {\ce {SbOX}}}, {\displaystyle {\ce {SbO2X}}}) capaços d'interrompre el procés de combustió inhibint els radicals lliures mitjançant una sèrie de reaccions proposades al costat. La formació dels composts ignífugs té lloc segons les reaccions:
{\displaystyle {\ce {2 RHX -> 2 R + 2 HX}}}{\displaystyle {\ce {2 RHX -> 2 RH + X2}}}{\displaystyle {\ce {6 HX + Sb2O3 ->2 SbX3 + 3 H2O}}}{\displaystyle {\ce {X2 + Sb2O3 -> SbOX + SbO2X}}}{\displaystyle {\ce {3 SbOX -> SbX3 + Sb2O3}}}

### Indústria del vidre
L'òxid d'antimoni(III) s'utilitza com a agent de depuració o com a desgasador en la fabricació de vidre artístic, òptica i bombetes fluorescents de vidre, i en vidres per a pantalles per a televisió i ordinadors, etc. S'afegeix al vidre durant la fabricació i ajuda a eliminar les bombolles del vidre. El mecanisme implica diversos passos. En el pas final l'òxid d'antimoni(III) s'oxida fins a obtenir l'òxid d'antimoni(V). El contingut total de Sb al vidre acabat se situa normalment al voltant del 0,8 %.

### Pigments
L'òxid d'antimoni(III) s'empra com a pigment blanc i en la fabricació de pigments de colors inorgànics complexos. Aquests pigments s'utilitzen en indústries posteriors com ara els plàstics (50 %), els recobriments (35 %), esmalts i ceràmica (10 %) i materials de construcció (5 %).

### Catalitzador
En la producció d'envasos de PET s'empra l'òxid d'antimoni(III) com a catalitzador.